# South London

Londoner Regionen (2011)

South London ist der südliche Bereich von London, England. 
Anhand von zwei Kriterien wird festgestellt, ob ein Bezirk zu South London gehört. Entweder liegt er südlich der Themse oder die Postleitzahl gehört zum Zahlenbereich von South London (SE = Südost oder SW = Südwest). Bezirke, die beide Kriterien erfüllen, gehören generell zu South London. Bei den Bezirken, die nur ein Kriterium erfüllen, wird von Fall zu Fall entschieden.

## Definition der Grenzkommission

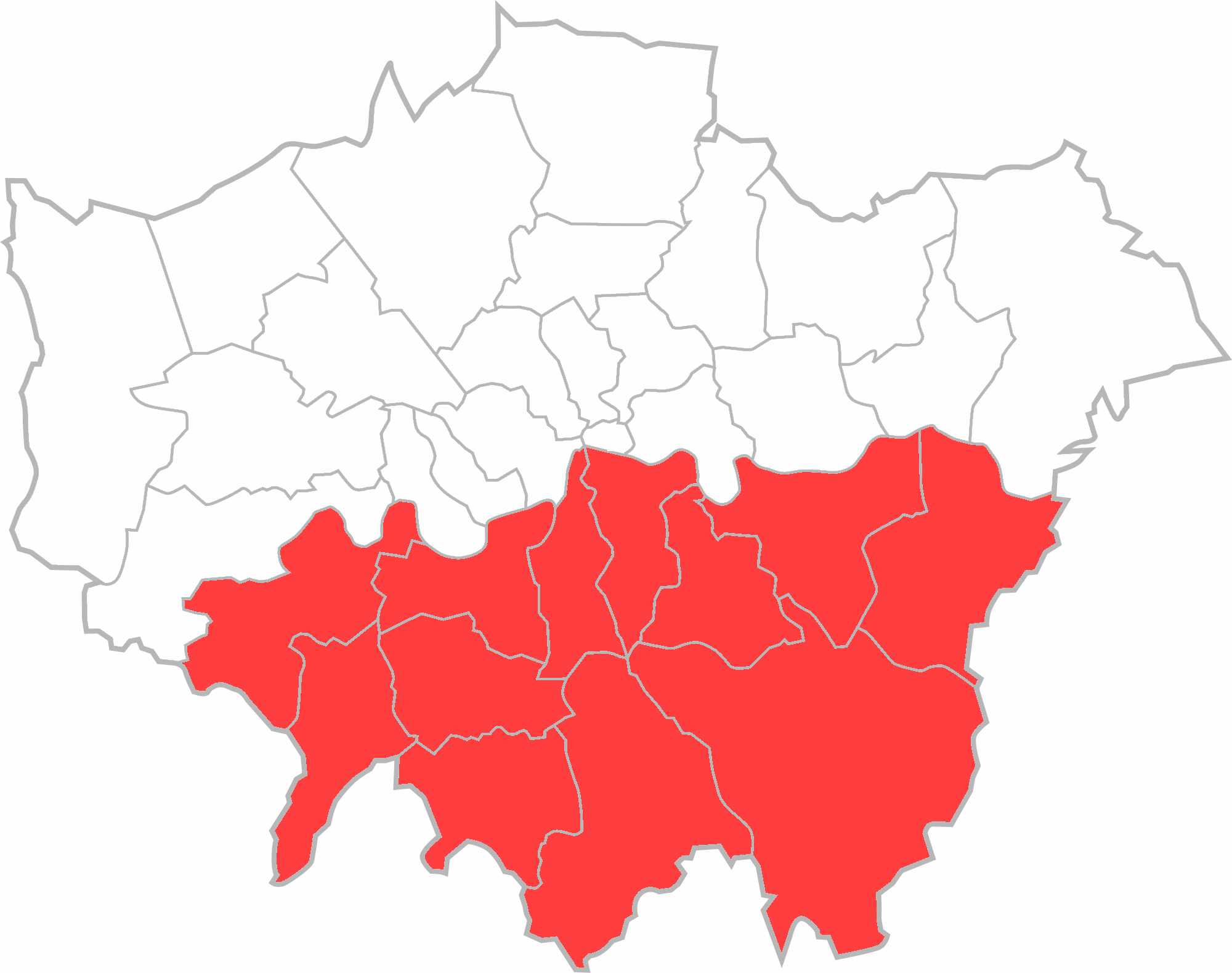
South London laut Definition der Grenzkommission

Die Grenzkommission legt fest, dass zu South London die London Boroughs Bexley, Bromley, Croydon, Greenwich, Kingston, Lambeth, Lewisham, Merton, Richmond, Southwark, Sutton und Wandsworth gehören.
Die Boundary Commission wurde 1986 zur Festlegung der Grenzen der Wahlkreise für die Wahlen zum Britischen Parlament gegründet. Die Kommission legte fest, dass South London aus allen Stadtteilen südlich der Themse besteht.
Die Kommission fasste Bezirke mit ähnlichen Interessen zusammen, und zwar Bexley mit Greenwich, Lewisham mit Bromley, Lambeth mit Southwark und Kingston mit Richmond. Aus diesem Grund wurde auch Richmond zu South London eingeteilt, obwohl es auf beiden Seiten der Themse liegt.

## Definition des London Plan

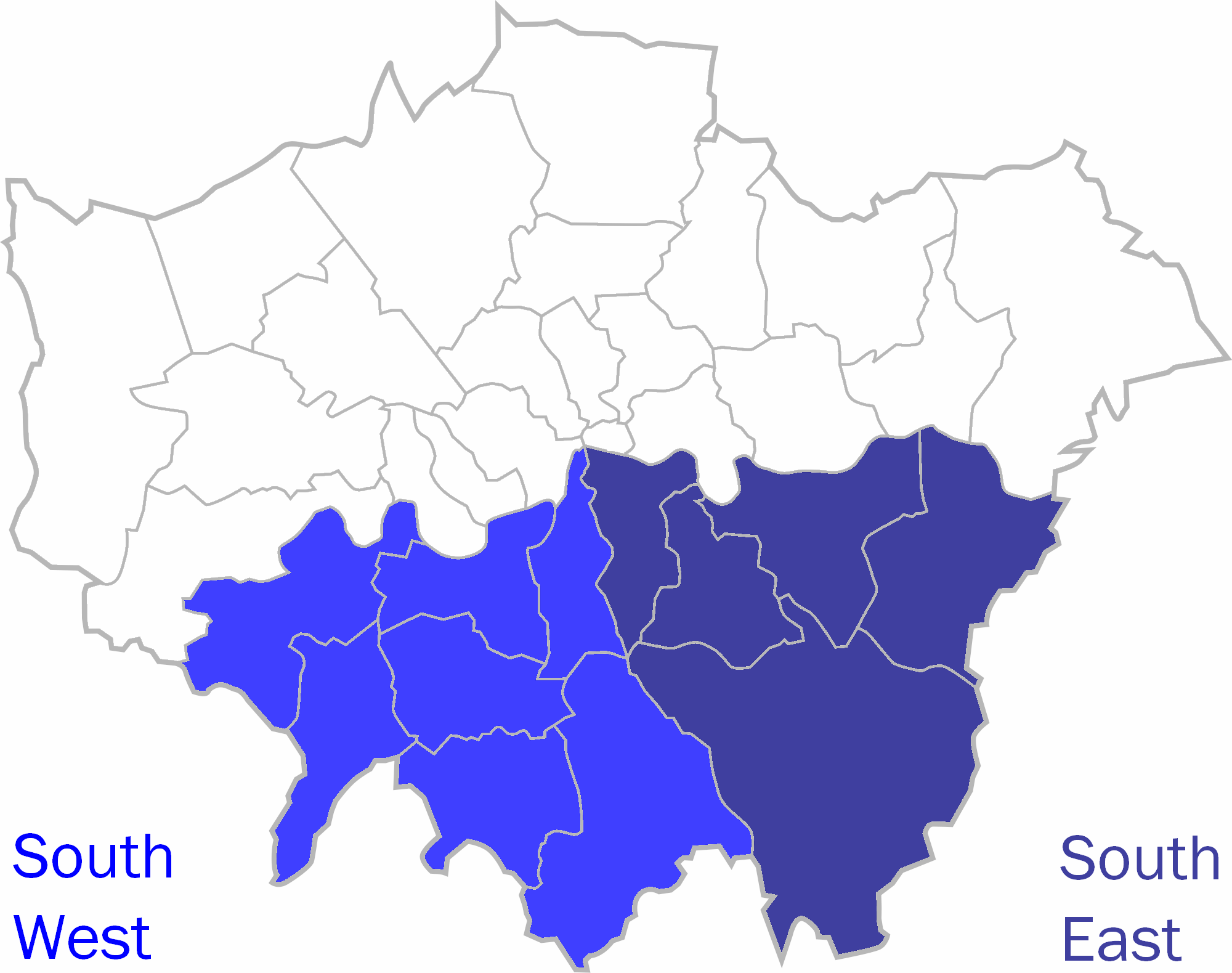
South London laut Definition des London Plan

Der London Plan unterscheidet South East London mit den Boroughs Bexley, Greenwich, Lewisham, Bromley und Southwark, sowie South West London mit den Boroughs Croydon, Kingston, Lambeth, Merton, Richmond, Sutton und Wandsworth. South East und South West London entsprechen zusammen exakt dem von der Grenzkommission festgelegten South London.
Die Teilregionen wurden gegründet um das Wachstum und die Entwicklung von London zu fördern, beaufsichtigt durch den Bürgermeister von London. Der Plan beschreibt die Teilregionen als ein flexibles Konzept, das einen strategischen Plan zur Umsetzung des London Plan entwickeln und durchsetzen sollte. South London wurde in zwei Teilregionen aufgeteilt: South East und South West, jeweils mit eigenem Entwicklungsplan ausgestattet.
In South West leben 1,7 Mio. Menschen. Es bietet 730.000 Arbeitsplätze und ist eine der gesündesten Unterregionen Londons. Im Gegensatz dazu hat South East mit 1,3 Mio. Einwohnern niedrigste Einwohnerzahl. Mit 500.000 Stellen gibt es dort auch die wenigsten Arbeitsplätze. Aus diesem Grund wurde nur South East in ein nationales Wirtschaftsförderungsprogramm, den Thames Gateway ebenso aufgenommen, wie in die Förderung für Central-London.

## Umgangssprachliche Verwendung
Abweichend von den offiziellen Definitionen umfasst South London die Bereiche, die südlich von Central London und der Themse. Dieses Gebiet erstreckt sich über Teile von Central, South East und South West London. Einige dieser Bereiche gehören zu den Postleitzahlenbereichen SE und SW. Die nachfolgend Liste zeigt die Boroughs, die ganz oder teilweise in diesem Bereich liegen. Die Liste zeigt den Postcode, die Richtung vom symbolischen Mitte Londons, Charing Cross, die Teilregion sowie den Wahlkreis zur Wahl des London Assembly:
| London Borough | London Borough | Postleitzahlenbereich | Charing Cross   | Teilregion | London Assembly        |
| -------------- | -------------- | --------------------- | --------------- | ---------- | ---------------------- |
|                | Bexley         | DA, SE                | Ostsüdosten     | South East | Bexley and Bromley     |
|                | Bromley        | BR, SE                | Südost          | South East | Bexley and Bromley     |
|                | Croydon        | CR, SE, SW            | Süden           | South West | Croydon and Sutton     |
|                | Greenwich      | SE, DA, BR            | east south-east | South East | Greenwich and Lewisham |
|                | Kingston       | KT, SW                | Südwesten       | South West | South West             |
|                | Lambeth        | SE, SW                | Süden           | South West | Lambeth and Southwark  |
|                | Lewisham       | SE, BR                | Südosten        | South East | Greenwich and Lewisham |
|                | Merton         | CR, KT,SM, SW         | Südwesten       | South West | Merton and Wandsworth  |
|                | Richmond       | SW, TW                | Südwesten       | South West | South West             |
|                | Southwark      | SE                    | south           | South East | Lambeth and Southwark  |
|                | Sutton         | SM                    | Südwesten       | South West | Croydon and Sutton     |
|                | Wandsworth     | SW                    | Südwesten       | South West | Merton and Wandsworth  |

## Galerie

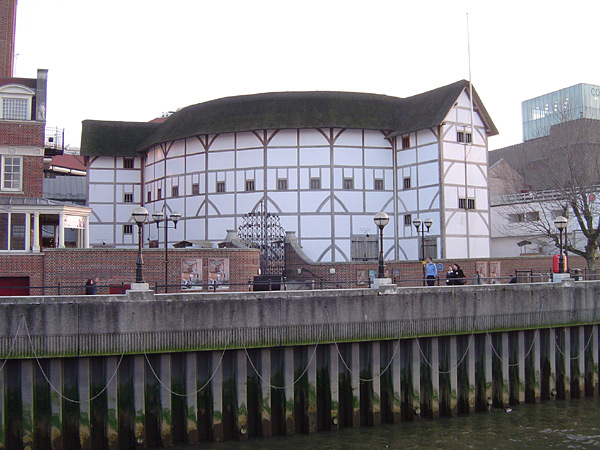
Globe Theatre, Southwark
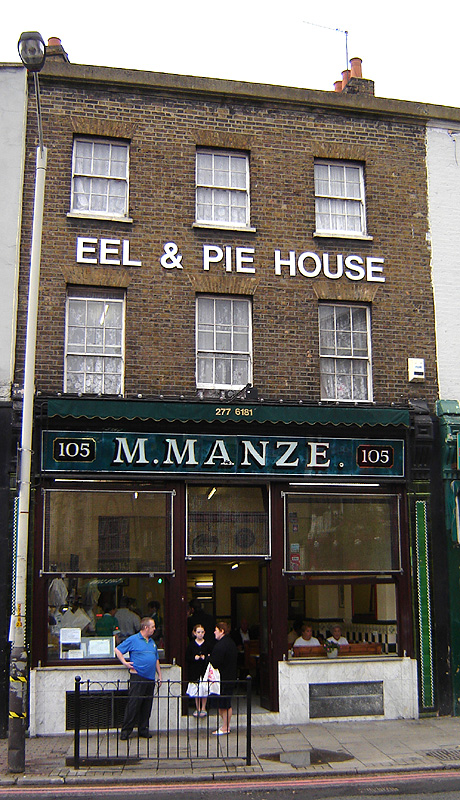
Eel & Pie House, Peckham
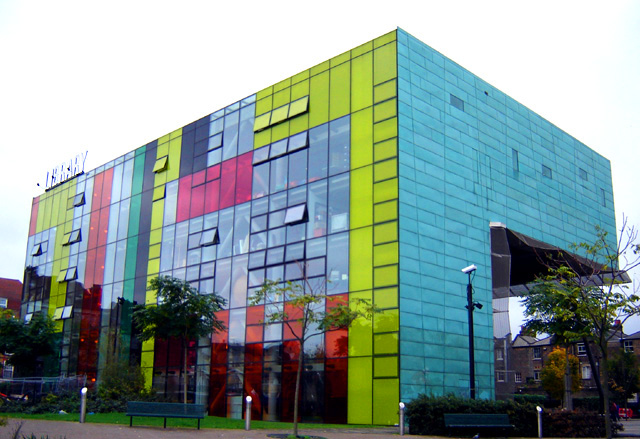
Bücherei Peckham
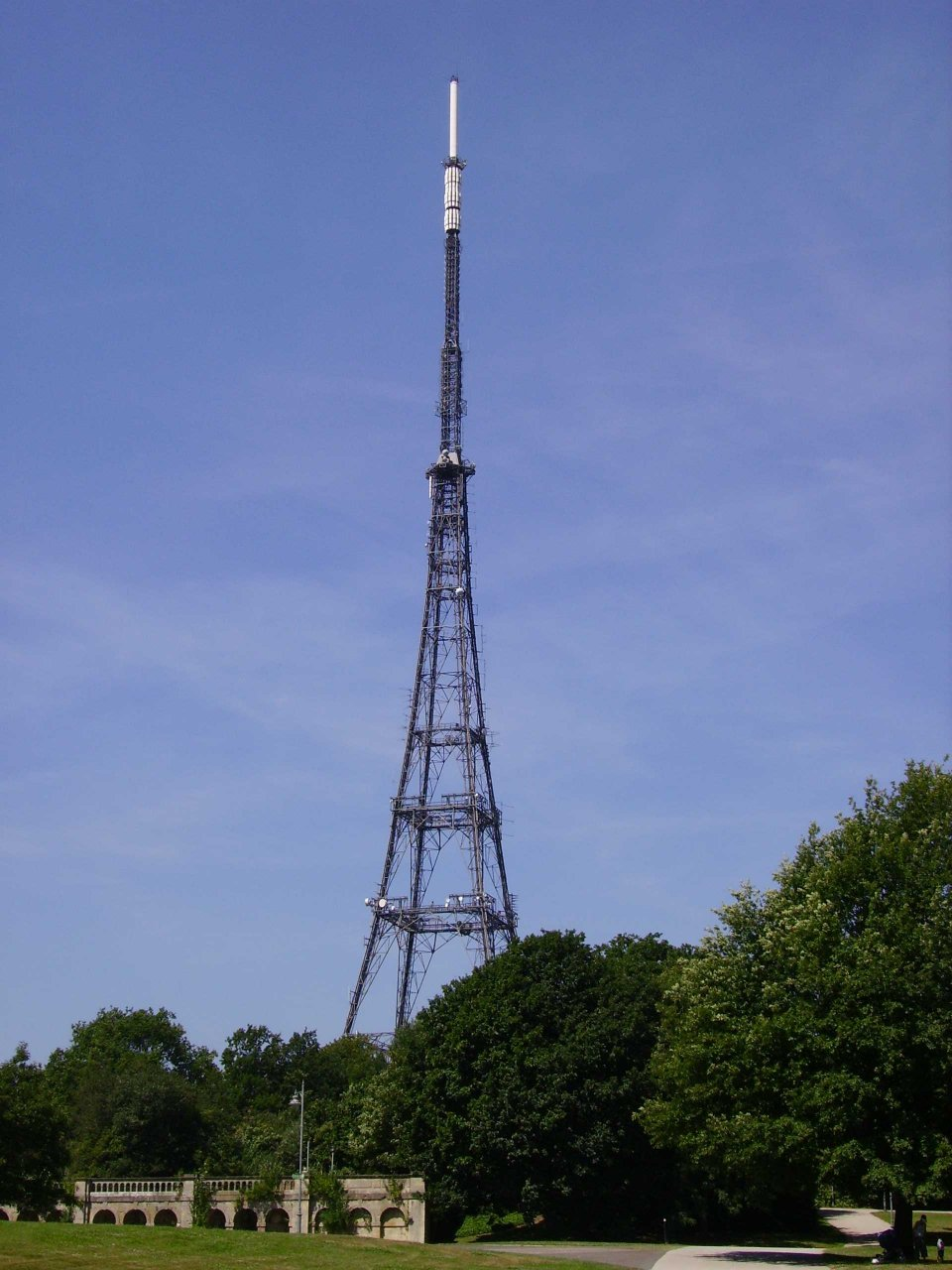
Sender Crystal Palace, Sydenham Hill
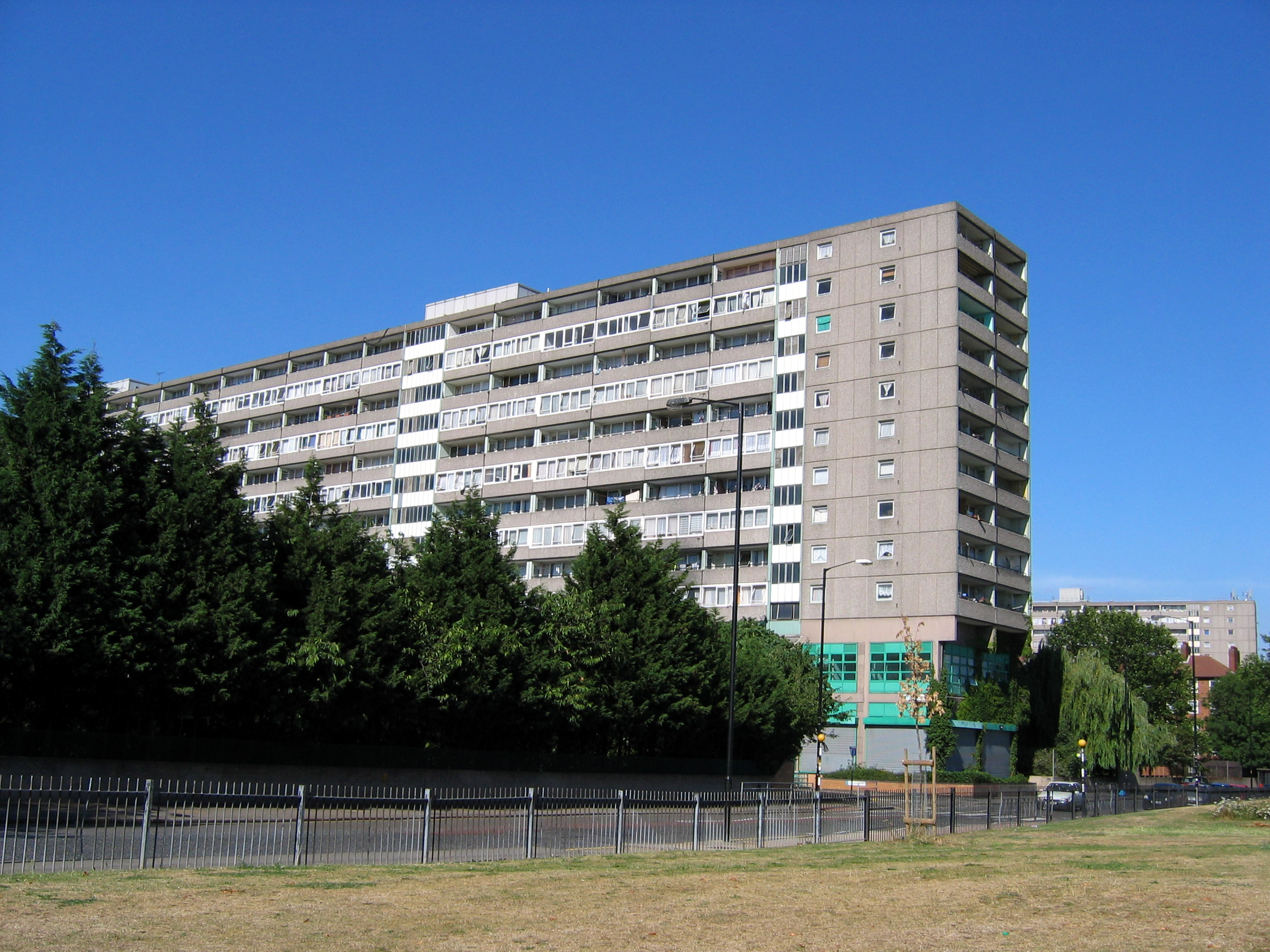
Aylesbury Estate, Walworth
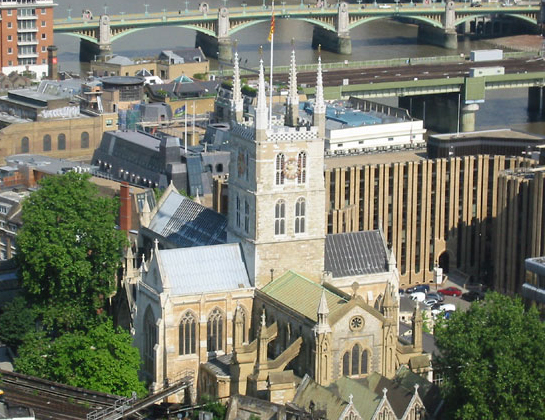
Southwark Cathedral
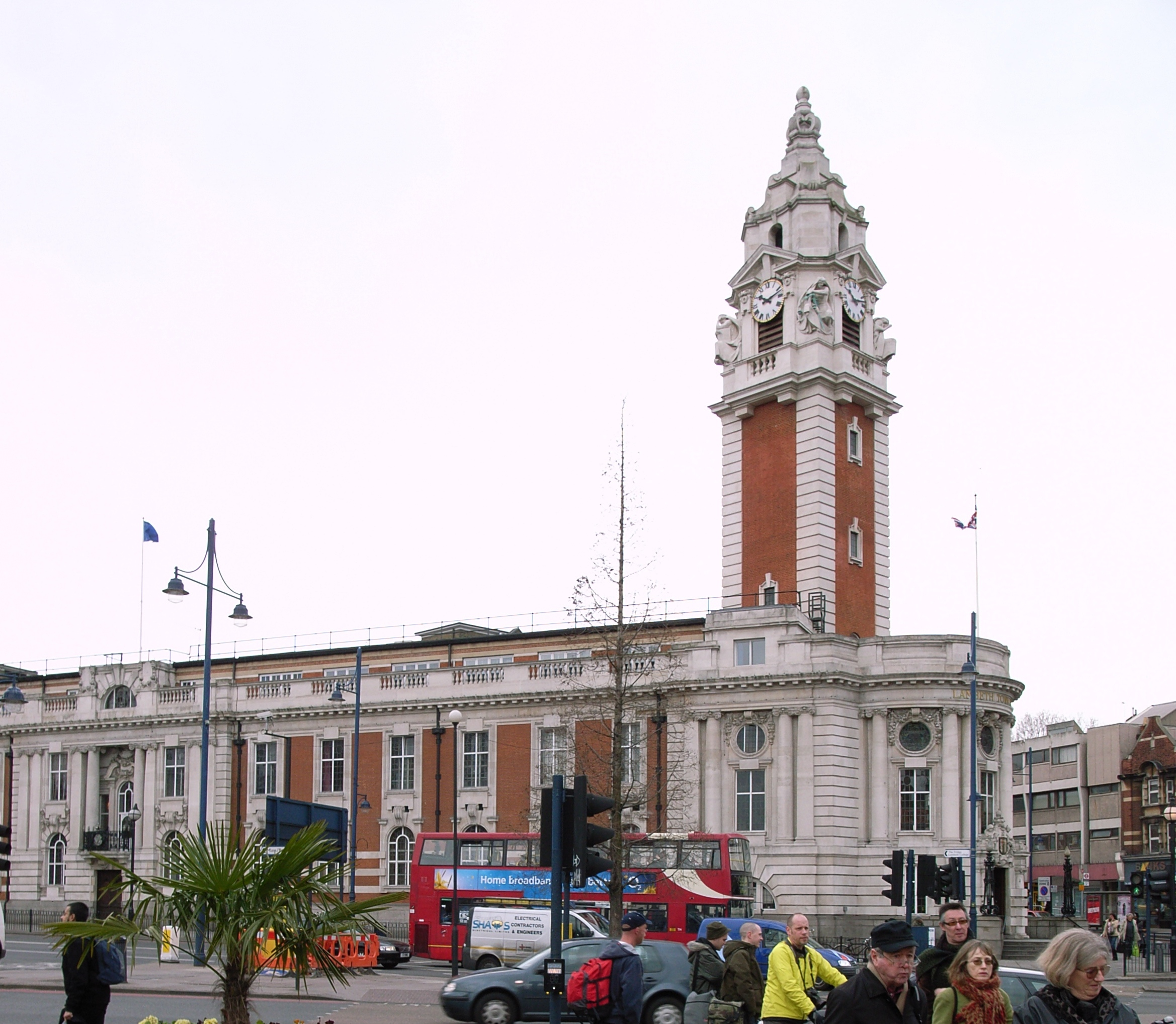
Brixton
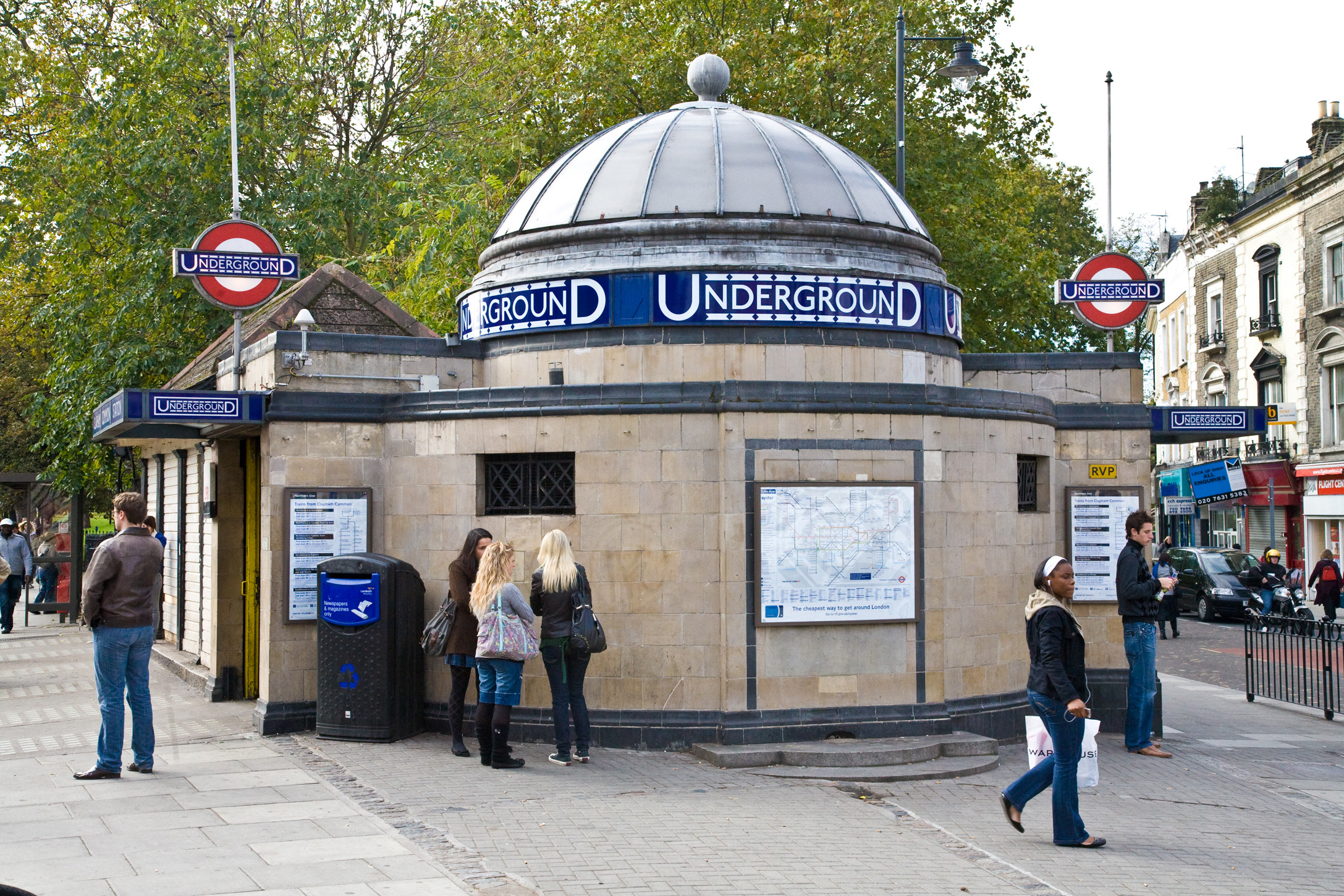
Clapham Common U-Bahn-Station
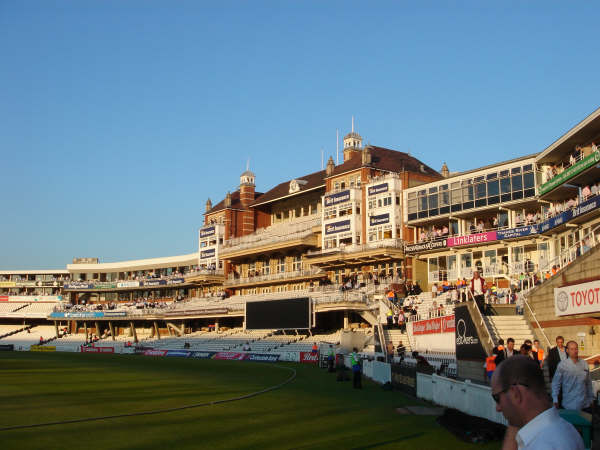
The Oval, Kennington
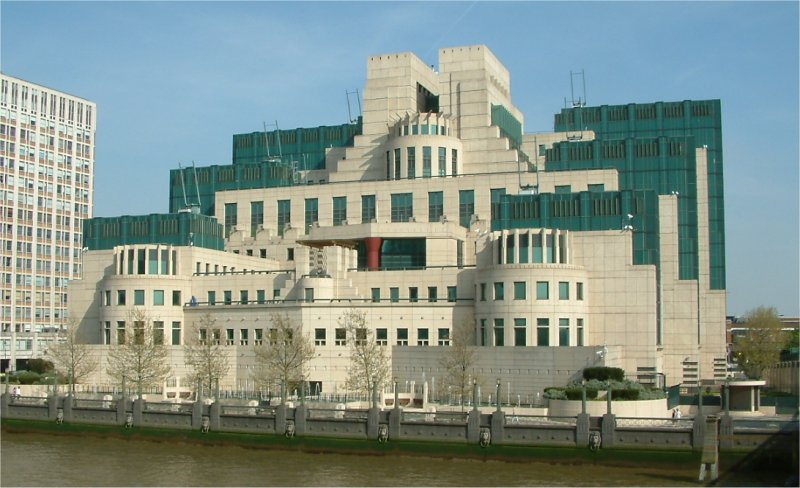
SIS-Gebäude, Vauxhall
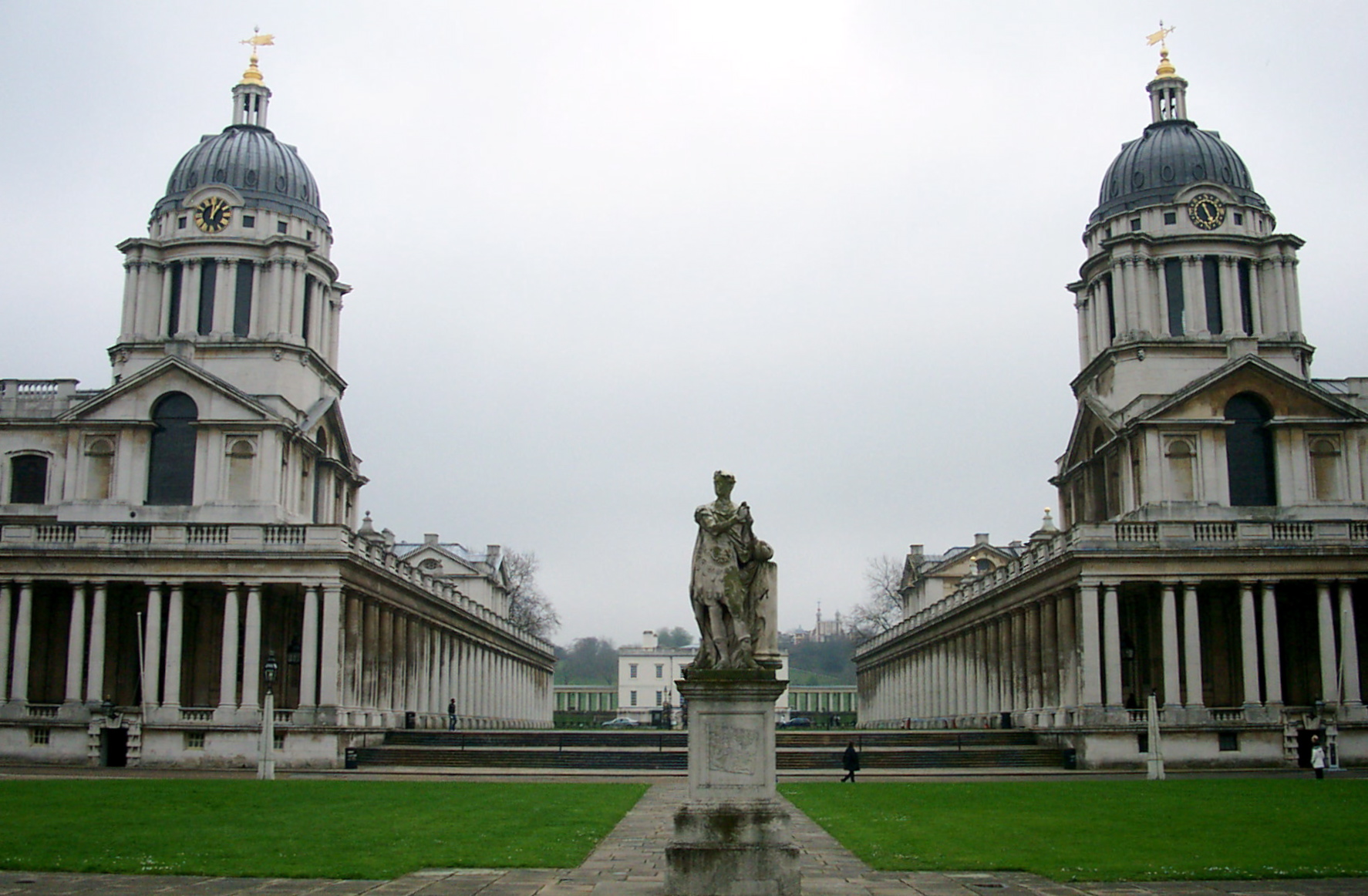
Greenwich Naval College
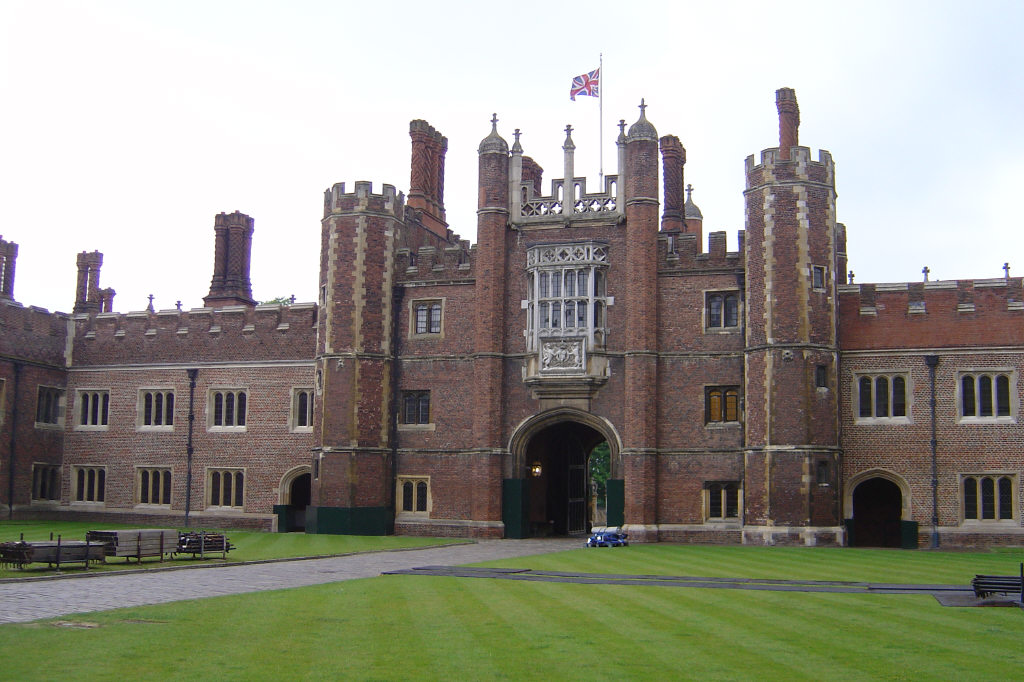
Hampton Court Palace